# Serradui
L'antic trerme municipal de Serradui és un poble del municipi d'Isàvena, a la Baixa Ribagorça, d'una extensió de 22,60 km².
Aquest llogaret està situat a la ribera de l'Isàvena i accidentat pels vessants de la Serra de Sis (tossal del Sis, 1.759 metres d'altitud, al nord, punt culminant de la Serra del Sis, que resta dins el terme, fins als Dallats (1.175 m) i el barranc de Caneros, a migdia. El terreny, molt accidentat per la dita serra, de pudingues, i pels seus contraforts (roca Cirera, 1.757 m.) al límit del llevant amb Cornudella de Valira), planells encimbellats de gres on neixen torrents com el Riu, el barranc de Codoneres; el de Ribans (que neix sota de Sant Pere Màrtir), el de Canudes (entre aquell planell i la Selva) etc. Altres accidents del terreny són la Penya Blanca (1.186 m, al límit amb Beranui) i prop seu la Solana de Bertran; Brocoló (1.624 m a la part de llevant, propera a la carrerada del Sis, que fa de termenal amb Cornudella), les Costes, la partida de la Cova, les Moreres i els Dallats (a migdia, al límit amb Queixigar), el serrat de Volturella i el coll de Saverneres, també al termenal meridional; al de ponent amb la Pobla de Roda hi ha les Llémpies, el Pla, Sartigó i més a prop de l'Isàvena, la partida dEscolà i la del Pont Vell. D'altre partides, encara, són la de la Canadella i la Feixa. El municipi comprenia també els marges del riu en un estret sector de la ribera. Uns altres nuclis de població del pont de Serradui, són la Vileta, El Barri i Riguala, en agut procés de despoblació, els despoblats de Manimunsons (de nom aràbic) i . El municipi comprèn a més, el santuari de la Feixa. El terreny, molt accidentat, baixa des de la Serra del Jordal fins als 800 m alt a la vora del riu Isàvena, on es localitzen alguns horts. L'accés es fa per carretera local de la Pobla de Roda, que segueix l'Isàvena.
Els erms només constitueixen en 3% del territori; el bosc també i té molt poca importància (4%), mentre que el conradís ocupa el 48% i a la resta predominen els pasturatges i el matollar. Les gorges i els espadats sobre l'Isàvena bloquegen les influències meridionals submediterrànies i marquen la transició entre els conreus arbustius, com l'olivera, i l'aparició de les prades de sega no irrigades. abans hom conreava vinyes, oliveres i, inclús, ametllers, que arribaren a assolir prop del 10% de la superfície conreada. A finals de segle XX s'abandonaren i la producció es va especialitzar en cereals, ordi sobretot, com a complement de l'activitat econòmica principal: la ramaderia de bestiar oví. Els pasturatges d'hivern i de transit es localitzen a la calma de la serra de Sis i als vessants entre les terrasses de conreu. A finals del segle passat es va concentrar grans ramats i es substituí la transhumància a la Vall d'Aran per l'estabulació.
Els principals conreus són la vinya, oliveres, arbres fruiters, patates i cereals. Predomina la ramaderia ovina, el turisme i la ceràmica com a base econòmica.
Ha estat afectat des dels anys 50 per la gran campanya de reforestació de l'estat, fet que ha contribuït al despoblament en fer perdre els drets als pasturatges i a l'aprofitament del bosc. Tot i haver perdut la municipalitat, manté els drets històrics de pasturatge a la Serra de Sis, on no pot pasturar la resta del municipi.
La capital del municipi va ser el nucli del Pont de Serradui a la vora del riu, al sud-oest de l'antiga parròquia de Sant Martí (912 m alt), que pertanyia al capítol de Roda, fins a 1980, quan es va integrar al municipi d'Isàvena. són 
La llengua pròpia de Serradui és el català ribagorçà, un parlar de transició entre català i aragonés.

## Història

### Castre i territori Petroi
Serradui (Satarroy o Sedarué) formava part del territori Petroi (Pedrui). A les actes de principi de la baixa edat mitjana, segle xi, apareix l'ermita de la Feixa, consagrada per Borrell de Roda (bisbe Borrell 1017-27) l'any 1018.

### Estadístiques
- Serradui (Baixa Ribagorça)
- població

1385----36
1877----265
1900----234
1930----172
1960----137
1970----100
- extensió: 22.60 km²
- demarcacions històriques:
Corregiment de Benavarri (fins al 1833)
prov:: Osca
p j: Benavarri
rodalia: La Pobla de Roda
mercat agrícola principal: La Pobla de Roda
àrea comercial: Barbastre
subàrea comercial: Graus, Pont de Suert.

## Entitats de població de l'antic terme de Serradui i l'ermita de La Feixa

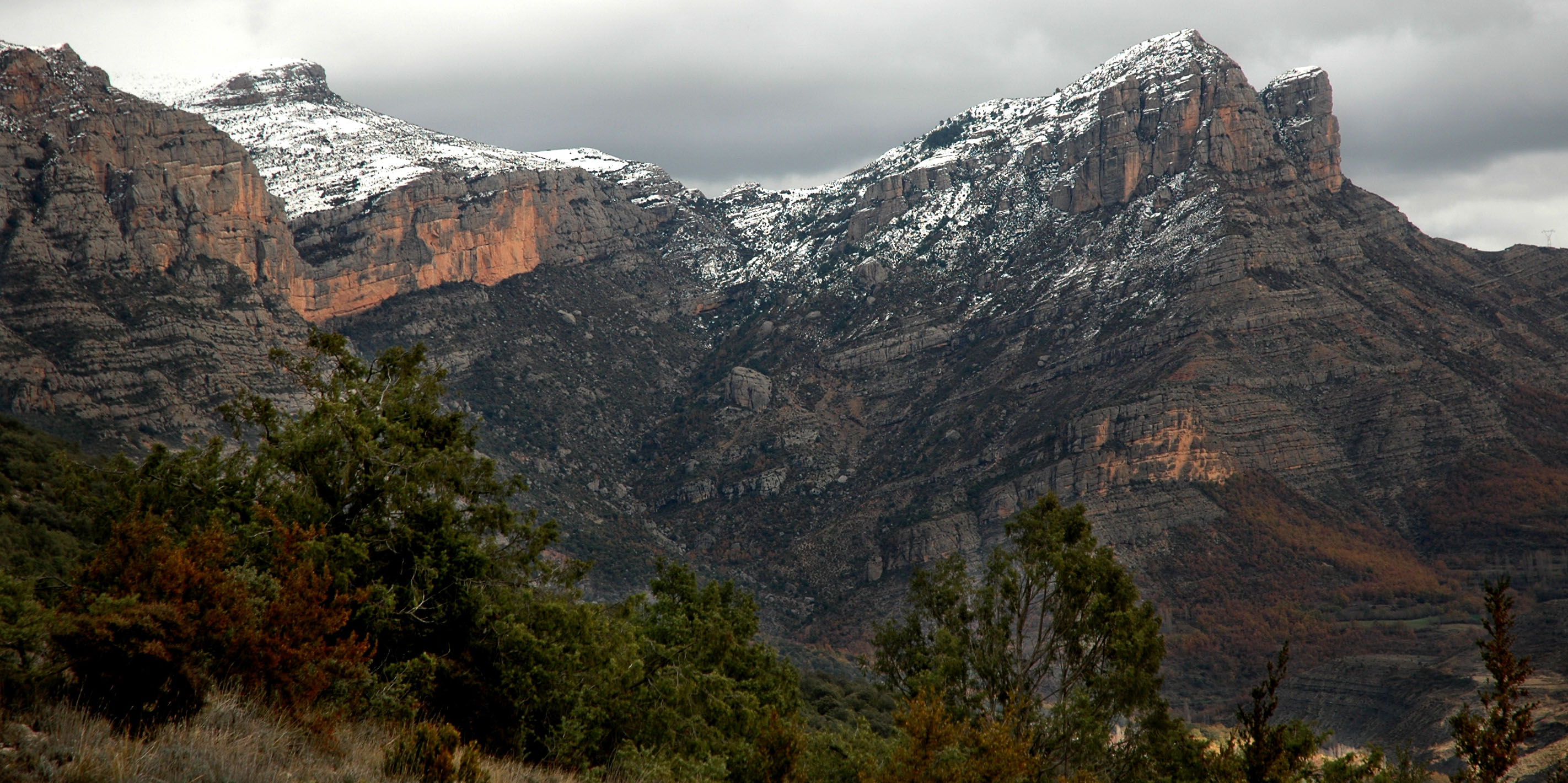
Serra de Sis, dalt i a ponent de Serradui.

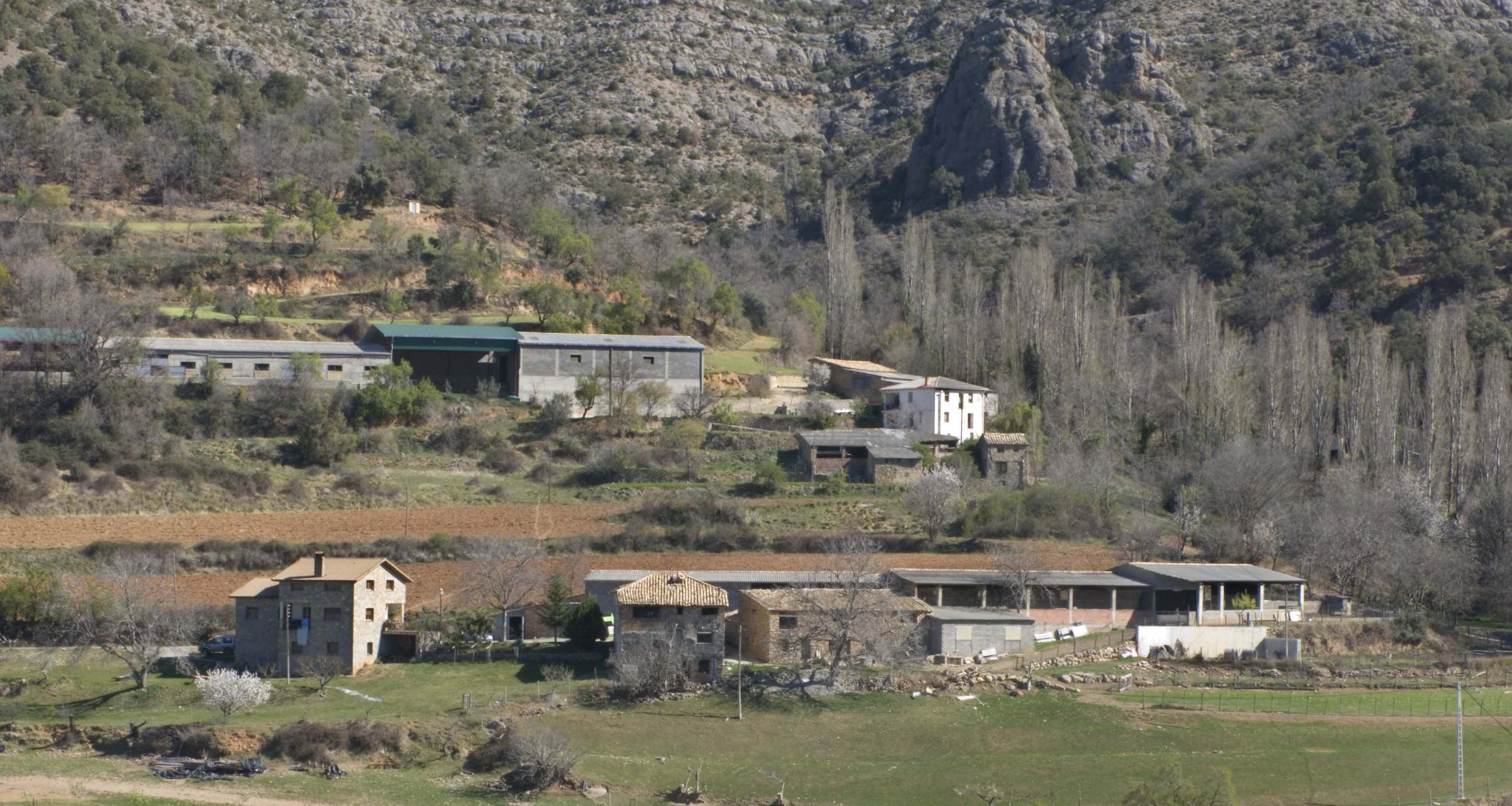
La Vileta de Serradui,[5] sota la Serra de Sis.
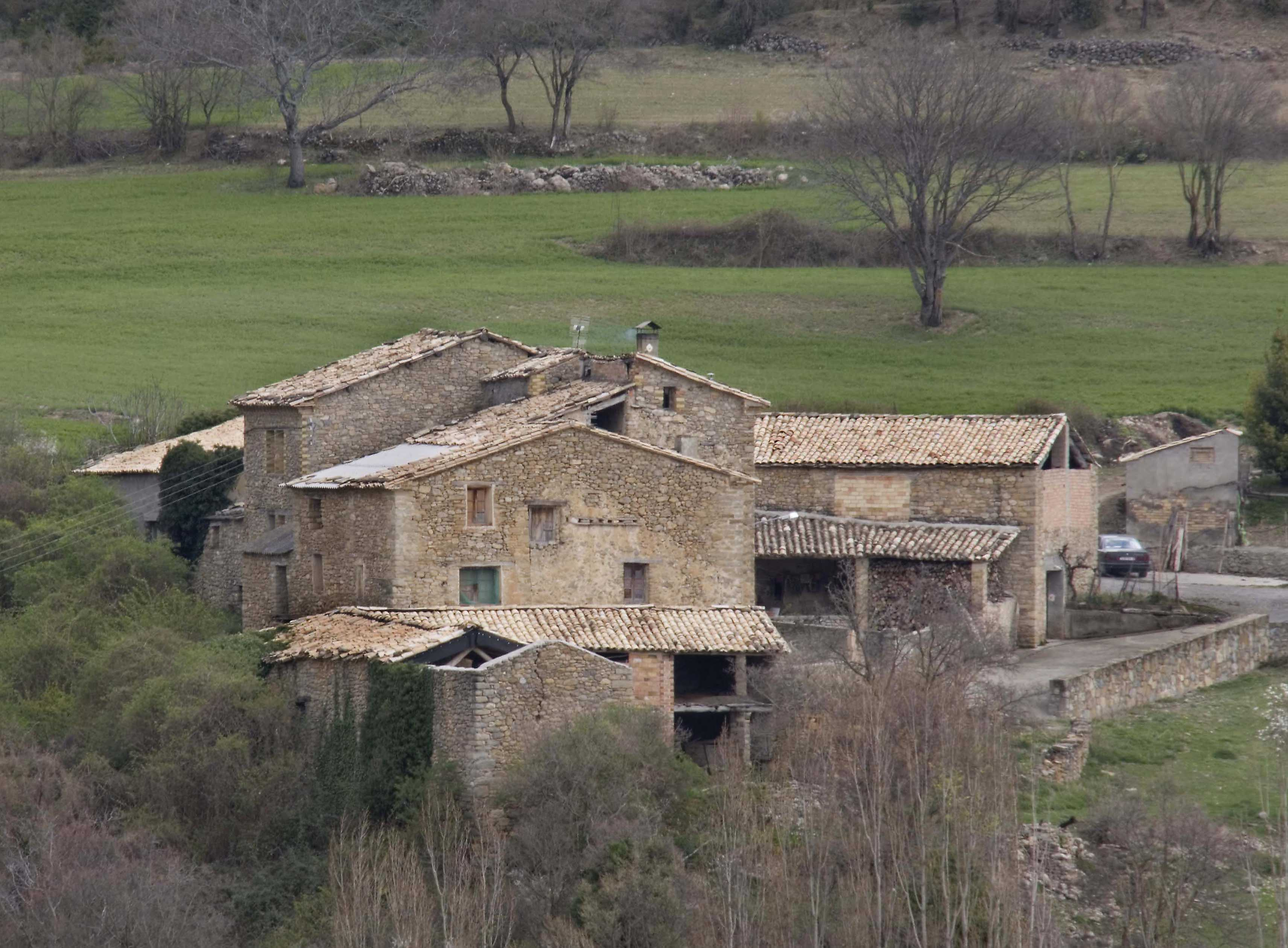
Riguala,[6] sota el Coll de Vent, Serra de Sis.
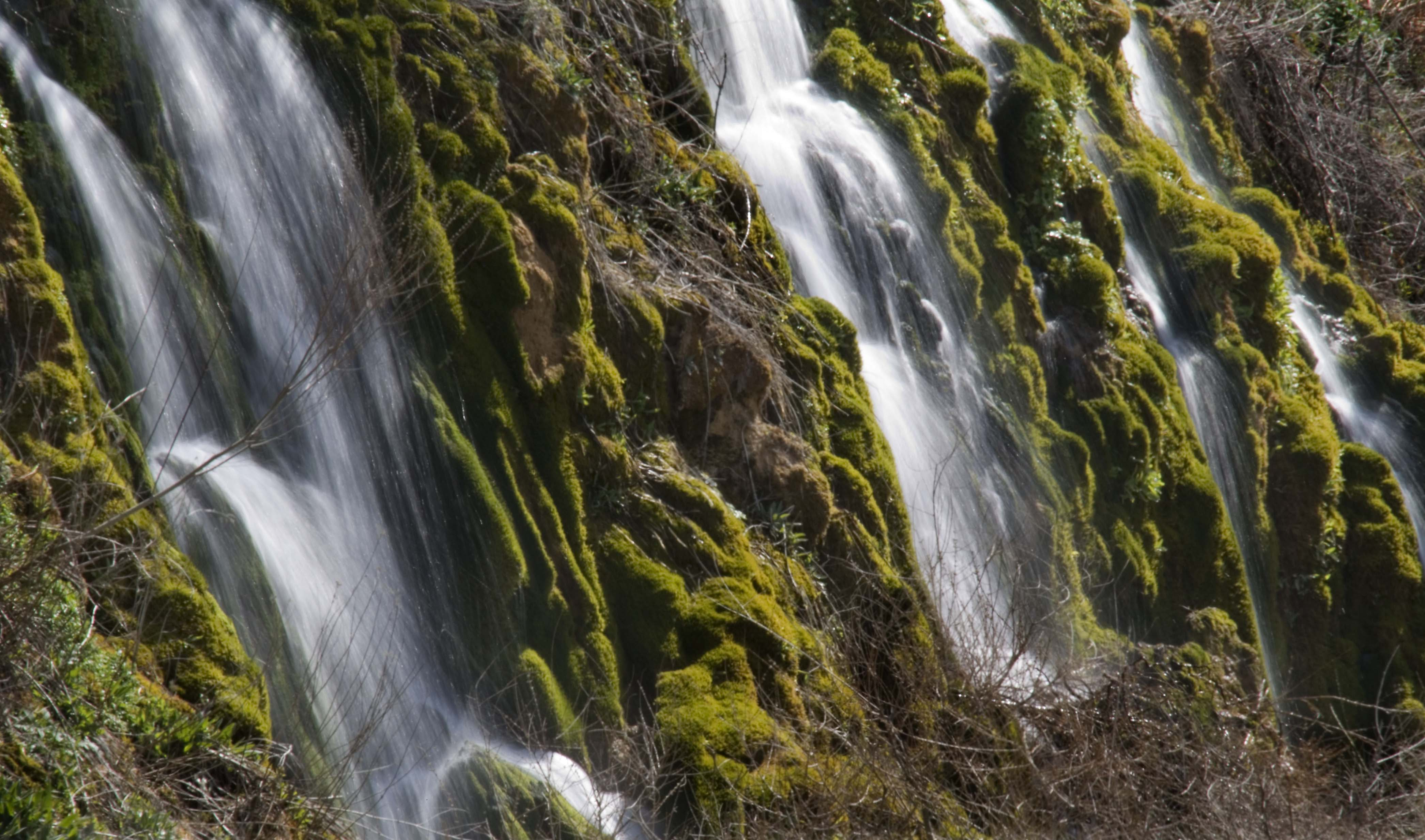
Font de Sant Cristòfol, entre El Pont de Serradui i Biasques d'Ovarra (Beranui).
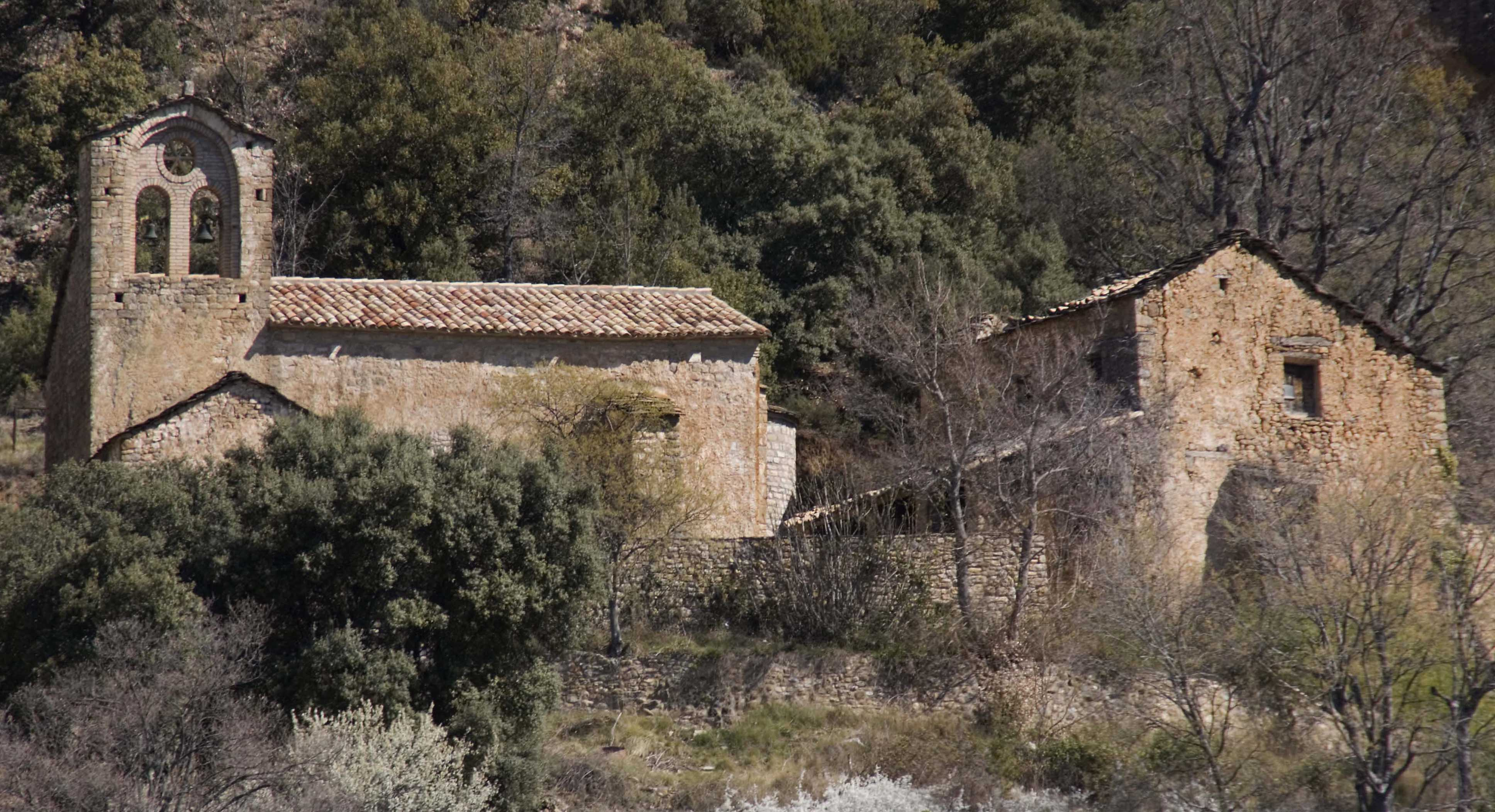
Ermita de la Feixa,[7] (La Vileta de Serradui, Isàvena).